# Gleneagles-Chicago Open Invitational
O Gleneagles-Chicago Open Invitational foi um torneio masculino de golfe no PGA Tour disputado no Gleneagles Country Club, em Lemont, Illinois na década de 1950.

## Campeões
- 1959 Ken Venturi
- 1958 Ken Venturi